# Fidel Betancourt
Fidel Betancourt Matos (Santiago di Cuba, 25 ottobre ...) è un attore cubano.

## Biografia
Fidel Betancourt nasce a Santiago di Cuba, paese dove frequenta il "Instituto Superior de Arte" di L'Avana tra il 2000 e il 2005, studiando assieme all'attrice Corina Mestre. Nella sua vita ha vissuto anche a Washington e Varsavia. Nel 2003 conduce il programma per ragazzi Conexión nella città locale. Una volta conclusa la scuola artistica, fa parte della "Agrupación Escénica Cubana Argos Teatro" diretta da Carlos Celdrán e debutta professionalmente nell'opera teatrale Vida y muerte de Pier Paolo Pasolini per la regia di Celdrán con cui collabora nel suo paese natale per altre rappresentazioni.
Successivamente si trasferisce a Madrid in Spagna dove dal 2006 continua a lavorare come attore. Per la televisione spagnola fa alcune partecipazioni in alcune serie come Stamos okupa2, Aída, La que se avecina e Los Misterios de Laura ed è stato protagonista nel 2010 della miniserie TV Maras per Antena 3 nel ruolo di Smily. Debutta nei teatri spagnoli con Fuenteovejuna che viene prodotta tra il 2009 e il 2011.
Nel 2008 è protagonista del film Chamaco, per il quale riceve anche il Premio Adolfo Llauradó come miglior interpretazione maschile al cinema, da qui è stata tratta anche una versione teatrale. Nel 2014 è nel cast principale del lungometraggio Los tontos y los estúpidos del regista Roberto Castón. 
Tra il 2014 e il 2015 interpreta Tristan Castro jr nella soap opera Il segreto.

## Filmografia

### Cinema
- El intruso, regia di Arturo Infante (2005)
- Habana Blues, regia di Benito Zambrano (2005)
- Madrigal, regia di Fernando Pérez (2007)
- Chamaco, regia di Juan Carlos Cremata Malberti (2008)
- Los tontos y los estúpidos, regia di Roberto Castón (2013)
- Animal, regia di Fernando Balihaut (2015)

### Televisione
- Conexión - programma TV (2003)
- Amores Difíciles - serie TV (2004)
- Puertas - serie TV (2005)
- Aída - serie TV (2010)
- La pecera de Eva - serie TV (2010)
- Maras - miniserie TV (2011)
- La que se avecina - serie TV (2011)
- Stamos okupa2 - serie TV (2012)
- Tormenta - miniserie TV (2013)
- Los misterios de Laura - serie TV (2014)
- Ciega a citas - serie TV (2014)
- Il segreto (El secreto de Puente Viejo) - serie TV (2014-2015)
- Centro médico - serie TV (2017)
- La templanza - serie TV (2021) - episodio 4

### Teatro
- Roberto Zucco, diretto da Carlos Celdran (2003)
- Morir del Cuento, diretto da Alberto Sarrain (2004)
- Vida y muerte de Pier Paolo Pasolini, diretta da Carlos Celdrán (2004)
- Stockman, un enemigo del pueblo, diretta da Carlos Celdran (2005)
- Chamaco, diretta da Carlos Celdran (2006)
- Fango, diretta da Alberto Sarrán (2010-2011)
- Fuenteovejuna, diretta da Liuba Cid (2009-2011)
- Cyrano de Bergerac, diretta da Paloma Mejia (2012)
- Los miserables, diretta da Paloma Mejia (2013)
- El conde de Montecristo, diretta da Paloma Mejia (2014)

## Riconoscimenti
- 2004 – Festival Nacional de Teatro di Camuguey[1]
  - Vinto – Miglior attore.
- 2005 – Premio Adolfo Llauradó[1]
  - Vinto – Miglior interpretazione maschile in teatro.
- 2008 – Premio Adolfo Llauradó[1]
  - Vinto – Miglior interpretazione maschile.
- 2012 – Premio Adolfo Llauradó[7]
  - Vinto – Miglior interpretazione maschile in cinema per Chamaco.